# Voglio la mamma
Voglio la mamma è un singolo del rapper italiano J-Ax, pubblicato il 14 maggio 2021 come terzo estratto dalla riedizione del settimo album in studio ReAle.

## Descrizione
Il singolo è un omaggio dedicato a tutti quelli che hanno dovuto affrontare la pandemia di COVID-19 ed è stato pubblicato unicamente sulle piattaforme digitali, senza essere stato distribuito presso le radio nazionali.

## Tracce
Testi di J-Ax, Andrea Verga, Danti e Roofio.
1. Voglio la mamma – 2:45